# Faramir
(J. R. R. Tolkien, Il Signore degli Anelli, Il ritorno del re)
Faramir è un personaggio di Arda, l'universo immaginario fantasy creato dallo scrittore inglese J. R. R. Tolkien. Ne Il Signore degli Anelli è il figlio minore del sovrintendente di Gondor, Denethor, nonché fratello di Boromir e Capitano dei Raminghi dell'Ithilien.
In The History of The Lord of the Rings, Christopher Tolkien racconta che il personaggio di Faramir non era inizialmente previsto nel romanzo e che suo padre lo ha inventato contemporaneamente alla realizzazione de Le due torri. Tolkien rivelò che l'invenzione del personaggio di Faramir lo costrinse a rinviare l'epilogo della storia; in questo personaggio, inoltre, si può poi riscontrare un'auto-descrizione dello stesso autore.

## Caratteristiche
Faramir viene descritto molto simile al fratello Boromir, almeno in apparenza. Frodo, appena vede per la prima volta il Capitano di Gondor, vede in lui una notevole somiglianza con il fratello maggiore, poiché entrambi si assomigliavano nella statura, nel portamento e nel modo di parlare. Beregond descrive Faramir come ardito, meno spregiudicato e ansioso di Boromir, ma non meno risoluto. Il personaggio di Faramir si identifica, a detta dello stesso autore, ad un soldato partecipe della Battaglia della Somme durante la prima guerra mondiale.
Contrariamente al fratello Boromir, che rappresenta la razza umana (considerata dall'autore come debole e impura), Faramir (così come Éowyn) è un personaggio "meno corrotto". Inoltre, sempre contrariamente al fratello maggiore, Faramir rinuncia al proposito di impadronirsi dell'Anello, dimostrando di essere un uomo di profonda saggezza e compassione umana. Con questo gesto, Faramir supera la prova dando testimonianza di fedeltà al suo destino e di intima adesione agli stessi principi legati a Frodo e al suo viaggio verso Mordor.

## Biografia del personaggio
Da quello che è narrato da Boromir durante il consiglio di Elrond, è stato proprio Faramir il primo a fare il sogno premonitore che ha poi portato Boromir al nord per chiedere delucidazioni a Imladris. Nel periodo dell'assenza di Boromir (assenza che sarà poi definitiva dato la sua morte), è Faramir a reggere le sorti dell'esercito di Gondor. Comanda infatti la spedizione nell'Ithilien, per fermare i congiungimenti delle forze dei Sudroni con l'esercito di Sauron.
Durante questa spedizione cattura casualmente Frodo e Sam. Agli occhi di Frodo, che aveva avuto una brutta esperienza con suo fratello Boromir a causa dell'anello del potere, è magnanimo, e non cerca di impossessarsi dell'Anello, nonostante un errore di Sam lo porti a capire qual è la missione di Frodo. Si dimostra molto diffidente nei confronti di Gollum.
Tornato a Minas Tirith, comanda la retroguardia di Gondor nel tentativo di respingere l'esercito di Sauron da Osgiliath. Comanda poi la ritirata dalla città in modo che non diventi caotica, disordinata o con troppe perdite, facendo così entrare i suoi uomini a Minas Tirith con il portamento fiero e gli occhi orgogliosi, viene però ferito da una freccia avvelenata. Nella sua follia, e credendolo morto, il padre lo vuole ardere con lui nella volontà di mettere fine alla casa dei sovraintendenti; viene però salvato da Pipino e da Gandalf, di cui era stato sempre "allievo", in quanto dotato di intelligenza e magnanimità. La sua ferita avvelenata viene curata da Aragorn dopo la battaglia dei campi del Pelennor. La sua degenza avviene nelle case di Guarigione, dove conosce Éowyn, che era lì per curare la ferita riportata durante l'assedio di Gondor ad opera del capo dei Nazgûl. Alla fine della guerra il cuore di Éowyn si apre verso di lui, i due si baciano nella terrazza delle case di guarigione e in seguito si sposano.
Faramir verrà poi confermato Sovrintendente da re Elessar e nominato Principe della contrada dell'Ithilien, terra che tornerà ad essere fertile e della quale lui ed Éowyn saranno i signori. Loro figlio sarà Elboron, che gli succederà nei suoi titoli; Barahir è invece il nome del figlio di Elboron.

## Adattamenti
Nel film Il ritorno del re, adattamento del 1980, appare un uomo dai capelli scuri accanto ad Éowyn mentre saluta Aragorn a Minas Tirith. Tale personaggio viene interpretato come Faramir.
Nella trasposizione cinematografica dell'opera a cura di Peter Jackson il personaggio è interpretato da David Wenham. Nel film il processo che porta alla liberazione di Frodo è più lungo: infatti in un primo momento, Faramir decide di portare l'Anello al padre, così da accattivarsi la sua benevolenza; raggiunta Osgiliath, però, che nel frattempo è assediata dagli Orchi, decide di lasciar andare i due Hobbit assieme a Gollum, mettendo da parte il desiderio di apparire devoto agli occhi del padre, che in ogni caso non l'avrebbe considerato in modo migliore.
Ciò ha creato molte polemiche, poiché buona parte dei critici e dei fan dell'opera di Tolkien non ritiene che un personaggio importante come Faramir possa essere modificato solo per scopo cinematografico. Alcuni fan hanno poi scherzosamente soprannominato il personaggio in "Filmamir" o "Farfromthebookamir". Jackson ha rivelato che tali vicende aggiuntive sono state inserite nel film per ritardare l'arrivo di Frodo e Sam a Cirith Ungol; queste vicende, infatti, erano state programmate per il terzo film. Infatti, secondo la sequenza temporale di Tolkien, Frodo e Sam avevano raggiunto il Cancello Nero al momento della caduta di Isengard.
Altre critiche sul Faramir cinematografico di Jackson sono andate all'attore, David Wenham, e soprattutto al carattere mutato del personaggio, ritenuto tra i fan molto più simile a quello di Boromir; ciò, quindi, portava ad indebolire il contrasto fra i due fratelli. Un'altra differenza tra il Faramir del romanzo e quello cinematografico è il rapporto con Gollum: mentre nel romanzo Faramir si mostra diffidente nei confronti della creatura ("Trattala con gentilezza, ma sorvegliala"), nel film (ma solo in una scena estesa) arriva a picchiarlo violentemente.
Nell'edizione estesa de Il Signore degli Anelli - Le due torri, Jackson ha incluso una scena flashback inventata per il film, in cui Denethor sceglie Boromir al posto di Faramir per la spedizione a Gran Burrone per recuperare l'Unico Anello. Tale scena ha suscitato in critici e fan una più favorevole visione del personaggio di Faramir.

## Personaggi minori di nome Faramir
- Faramir, figlio di Re Ondoher di Gondor, perito in battaglia col padre e il fratello maggiore.
- Faramir I Tuc, Conte della Contea, figlio di Peregrino Tuc.

## Influenza culturale
A Faramir sono dedicati i Faramir Colles su Titano.